# La Secuita
La Secuita är en kommun och ort i Spanien.   Den ligger i provinsen Província de Tarragona och regionen Katalonien, i den östra delen av landet, 400 km öster om huvudstaden Madrid. Antalet invånare är 1 607.
Terrängen runt La Secuita är lite kuperad. Runt La Secuita är det mycket tätbefolkat, med 1 056 invånare per kvadratkilometer. Närmaste större samhälle är Tarragonès, 10,1 km söder om La Secuita. 